# 外贸三人小组
外贸三人小组是1960年8月10日中共中央、国务院设立的中华人民共和国国务院部际协调办事机构。设立对外贸易指挥部，全权指挥全国外贸收购、调运和出口，严格控制进口。小组的任务是全权领导出口收购、进口物资的批准，抓出口商品生产基地建设，抓进口粮食，抓外汇平衡，抓引进技术，抓国别政策调整。规定了“五先”原则：在国家计划规定的范围内，对于出口商品，应当安排在先，生产在先，原材料和包装物料供应在先，收购在先，运输在先；各地区、各部门必须如质、如量、如期地保证完成国家的对外贸易收购和出口计划，列为在经济工作方面加强集中统一领导的十项要求之一。对一些紧俏的出口商品收购实行奖售、换购政策。各省、市、县市根据中央《关于全党大搞对外贸易的紧急指示》相应成立对外贸易工作领导小组，下设办公室。
1963年从西方国家进口成套设备的谈判、在进口过程中就各部门提出而外贸部和其他部门所不能解决的有关政策和工作问题，“成套设备进口小组”提出意见，向国务院总理和外贸三人小组汇报。

## 成员历史
- 周恩来（国务院总理）
- 李富春（国家计委主任）
- 李先念（国务院副总理，主管财贸工作）